# 1908년 하계 올림픽 양궁 남자 더블 요크 라운드
1908년 하계 올림픽 양궁 남자 더블 요크 라운드는 1908년 하계 올림픽 양궁의 3개 세부종목 중 하나로, 2라운드로 구성되어 한 라운드당 144발을 쏘아 총 288발을 쏘는 경기였다.
3개국 27명의 선수가 참가하였으며 이밖에 프랑스 선수 4명, 미국 선수 1명이 참가를 신청했으나 경기 당일 불참하였다. 한 국가당 최대 30명까지 출전할 수 있었으나 이를 전부 채운 국가는 없었다.

## 배경
남자 더블 요크 라운드는 1904년 하계 올림픽에서 처음 도입되었으며 이번이 두번째 대회인 동시에 마지막으로 열렸다.
대회가 열릴 당시 레지널드 브루크스킹이 1900년 이후 국내 국가선수권 대회에서 5회 우승 (1900년, 1902년, 1903년, 1906년, 1908년)을 기록하였으며 존 펜로즈, 존 브리지스, 아이어 허시 (올림픽 불참), 휴 네셤이 나머지 대회에서 우승하였다. 윌리엄 도드는 국내 우승 기록이 없었다.

## 경기 방식
각 라운드당 100야드 (91m) 거리에서 72발, 80야드 (73m) 거리에서 48발, 60야드 (55m) 거리에서 24발을 쏘았으며 경기를 마무리할 때마다 마지막 3발을 쏘았다. 표적지의 점수는 9점, 7점, 5점, 3점, 1점으로 구분되었으며 화살이 닿은 점수라인이 두 개라면 높은 점수 쪽으로 인정을 받았다. 동점인 경우에는 명중 횟수와 100야드 점수, 100야드 명중 점수를 기준으로 순위를 가렸다.

## 일정
남자 더블 요크 라운드 종목은 1908년 7월 17일~7월 18일, 양궁 대회 첫 이틀간 치러졌으며 여자 더블 내셔널 라운드와 함께 치러졌다.
첫날 경기에서는 폭우와 바람, 둘째날 경기에서는 돌풍이 불어오면서 선수들이 어려움을 겪었다.
| 결 | 결선 |

| 종목                    | 7월 17일 | 7월 18일 | 7월 19일 | 7월 20일 |
| ----------------------- | -------- | -------- | -------- | -------- |
| 더블 요크 라운드        | 결       | 결       |          |          |
| 남자 컨티넨털 스타일    |          |          |          | 결       |
| 여자 더블 내셔널 라운드 | 결       | 결       |          |          |

## 경기 결과
경기 결과 영국의 윌리엄 도드가 우승을 차지하였다. 윌리엄 도드는 여자 대회 은메달리스트인 로티 도드의 오빠이기도 하다. 윌리엄 도드는 80야드 구간이 끝날 무렵 60야드 거리에서 24발만 남겨두고 크게 앞서며 승기를 잡았다.
이번 종목에 유일하게 참가한 미국의 헨리 리처드슨이 동메달을 차지하며 영국의 금은동 싹쓸이를 막았다. 리처드슨은 이번 대회 한 라운드 최고점수 (2라운드 417점)을 기록하였으나 1라운드 이후 선두권에서 크게 뒤쳐졌다. 2라운드에서 레지널드 브루크스킹에 50점 뒤진 채로 시작하였으나 마지막 3발을 남겨두고 브루크스킹의 점수를 거의 따라잡았으나 (749:748, 1점차), 이후 브루크스킹이 19-12로 '짜릿하게 마무리'하며 우위를 거두었다. 영국과 미국 선수 외에도 프랑스 선수 10명이 요크 라운드에 참가하였으나 모두 16위에 머물렀다.
| 순위 | 선수                | 국가   | 점수     |
| ---- | ------------------- | ------ | -------- |
| 1    | 윌리엄 도드         | 영국   | 815      |
| 2    | 레지널드 브루크스킹 | 영국   | 768      |
| 3    | 헨리 B. 리처드슨    | 미국   | 760      |
| 4    | 존 펜로즈           | 영국   | 709      |
| 5    | 존 브리지스         | 영국   | 687      |
| 6    | 해롤드 제임스       | 영국   | 652      |
| 7    | 시어도어 로빈슨     | 영국   | 647      |
| 8    | 휴 네셤             | 영국   | 643      |
| 9    | 존 키워스           | 영국   | 622      |
| 10   | 찰스 킨             | 영국   | 543      |
| 11   | 케이플 파우널       | 영국   | 532      |
| 12   | 존 스톱퍼드         | 영국   | 530      |
| 13   | 로버트 백하우스     | 영국   | 516      |
| 14   | 로버트 히스코트     | 영국   | 476      |
| 15   | 제프리 콘월         | 영국   | 430      |
| 16   | 앙리 베르통         | 프랑스 | 425      |
| 17   | 외젠 리셰즈         | 프랑스 | 418      |
| 18   | 찰스 코트스         | 영국   | 413      |
| 19   | 외젠 그리조         | 프랑스 | 410      |
| 20   | 루이 베르네         | 프랑스 | 385      |
| 21   | 리처드 배그널오클리 | 영국   | 374      |
| 22   | 루이알베르 살랭그레 | 프랑스 | 347      |
| 23   | 알베르 도셰즈       | 프랑스 | 280      |
| 24   | 샤를 케르벨         | 프랑스 | 241      |
| 25   | 에두아르 보두앵     | 프랑스 | 215      |
| 26   | 귀스타브 카바레     | 프랑스 | 191      |
| 27   | 알프레 푸파르       | 프랑스 | 36 (DNF) |